# Dorotea Susana de Simmern
Dorotea Susana de Simmern (Simmern, 15 de noviembre de 1544-Weimar, 8 de abril de 1592) fue una princesa del Palatinado, y por matrimonio duquesa de Sajonia-Weimar.

## Biografía
Dorotea Susana era la hija del elector palatino Federico III (1515-1576) de su matrimonio con María (1519-1567), hija del margrave Casimiro de Brandeburgo-Kulmbach.

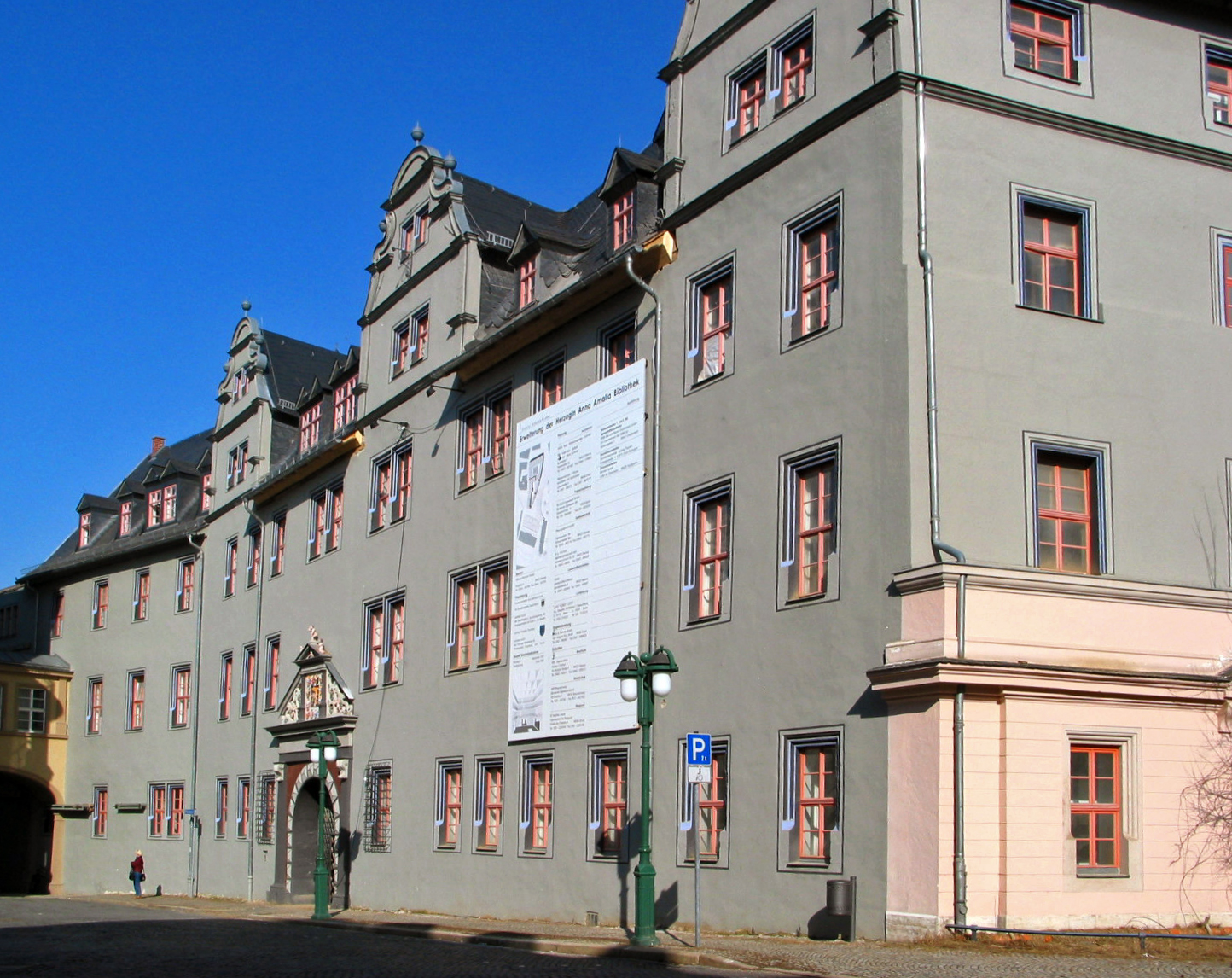
El Castillo Rojo en Weimar, construido entre 1574-1576 como sede de viudez para Dorotea Susana.

Contrajo matrimonio el 15 de junio de 1560 en Heidelberg con el duque Juan Guillermo de Sajonia-Weimar (1530-1573). Después de su matrimonio, la pareja vivió mayormente en Weimar. Después de la muerte de su marido, el elector Augusto de Sajonia actuó como tutor de sus hijos. Esta política estaba orientada a aislar a los hijos de la influencia política y religiosa de su madre. A ella se le asignó una nueva residencia a las afueras de Weimar, apropiadamente llamada Nueva Casa. El Castillo Rojo en Weimar fue construido para ella entre 1574 y 1576. Ella lo usó como su sede de viuda cuando fue completado. Su portal renacentista está decorado con un escudo de armas de Dorotea Susana y su marido.
En 1581, la duquesa viuda se volvió para escribir a sus hermanos, Luis VI y Juan Casimiro, para inducir al tutor de su hijo mayor, el elector Augusto, en Dresde, para promover el matrimonio entre su hijo mayor y una princesa de Wurtemberg.
Dorotea Susana murió en 1592 y fue enterrada en la Iglesia de San Pedro y San Pablo en Weimar; su lema fue Sé Que Mi Redentor Vive.

## Descendencia
De su matrimonio, Dorotea Susana tuvo los siguientes hijos:
- Federico Guillermo I (Weimar, 25 de abril de 1562-ibidem, 7 de julio de 1602), duque de Sajonia-Weimar. Desposó en primeras nupcias en 1583 a la princesa Sofía de Wurtemberg (1563-1590), y en segundas nupcias a la condesa palatina Ana María de Neoburgo.
- Sibila María (Weimar, 7 de noviembre de 1563-Altemburgo, 20 de febrero de 1569).
- Niño nacido muerto (Weimar, 9 de octubre de 1564).
- Juan II (Weimar, 22 de mayo de 1570-ib., 18 de julio de 1605), duque de Sajonia-Weimar. Desposó en 1593 a la princesa Dorotea María de Anhalt (1574-1614).
- María (Weimar, 7 de octubre de 1571-Quedlinburg, 7 de marzo de 1610), abadesa de Quedlinburg (1601-1610).